# تیگیسیس در نومیدیا
تیگیسیس در نومیدیا (انگلیسی: Tigisis in Numidia) برای متمایز کردن آن از تیگیسیس در مورتانیا در مورتانیا، یک شهر در اروپای دوران باستان در شمال آفریقا در نزدیکی منطقه فعلی عین البورج، الجزایر بود.